# Andreas Hallager
Andreas Hallager (28. august 1796 – 9. december 1853) var en dansk musiker, orkesterleder og komponist.
Allerede som 7-årig begyndte hans musikalske karriere og som 14-årig blev han hoboist (musiker) ved Det borgerlige Infanteri. i 1825 finder vi ham i Stockholm i den Kongelige Gardes Musikkorps. Fra 1816-1821 spillede han i Livjægerkorpsets orkester og 1821-1822 var han i St. Petersborg, hvor han fik tilbudt en stilling i operaorkestret, men takkede nej. Fra 1825-1848 var han leder af nogle af hærens musikkorps (Prinds Christian Frederiks Regiment og Anden Infanteri-Brigade)
Undervejs i sin karriere modtog han forskellige hædersbevisninger. Han blev udnævnt til Krigsassessor, fik den svenske Fortjenstmedalje i guld, Dannebrogsordenen og Danebrogsmændenes Hæderstegn. Og dog endte han mærkeligt nok sit liv som graver ved Frue Sogns Kirkegård og den katolske Menigheds kirkegård lige uden for Nørreport. Fra 1828 levede han sammen med enken Anne Margrethe Degen, som havde sønnen Søffren Degen, der senere blev en kendt dansk guitarist

## Musikken
Hallager udgav 3 samlinger med sange, som fik en hård medfart i anmeldelser af A.P Berggreen: Compositioner, der røbe en saadan Aandsfattigdom og Mangel paa Kundskab i Theorien, som disse, staae egentlig under al Kritik.
- Musikalsk Nytaarsgave. Romancer med Accompagnement for Pianoforte eller Guitar. Satte i Musik og Hendes Kongelige Höihed Prindsesse Caroline Amalie underdanigst tilegnet. København 1835
- Otte Romancer. Musikalsk Nytaarsgave med Accompagnement for Pianoforte eller Guitar. Sat i Musik og hans Kongelige Höihed Prinds Christian Frederik underdanigst tilegnet. København 1836
- Apolloharpen. Musikalsk Jule- og Nytaarsgave for Sang og Pianoforte, København 1837
- Men der findes en række manuskripter samlet i 3 bøger med titlen Fritimer. De indeholder hver en lang række kompositioner – nogle i partitur for blæseorkester, andre blot for sang og klaver. Af større værker finder man hele partiturer til marcher for Livjægercorpset med en messingblæserbesætning. Enkelte gange udvides det med træblæsere og symfoniorkesterbesætning findes også i
- en scene fra Kotzebues skuespil De to Brødre fra 1835. Disse større kompositioner daterer sig helt fra 1826 til 1840.
- Derudover findes nogle kammermusikalske værker for strygekvintet eller
- kvartetter for fire klarinetter eller
- fire horn samt en
- Thema med Variationer for violin og klaver.

- Endelig findes et par arrangementer af Hallager for guitar, nemlig af de spanske danse El Jaleo de Xeres og Cachucha fra August Bournonvilles ballet Toreadoren.